# Litha
Litha  marca o primeiro dia do verão e se situa entre Erelitha e Afterlitha no calendário germânico antigo e um dos oito sabás neopagãos. O termo é usado especialmente no calendário Asatru. 
Ocorre no Hemisfério Sul por volta de 21 de Dezembro e por volta de 21 de junho no hemisfério norte.
É o momento em que o poder do Sol chega ao seu ápice e as flores, folhagens e a relva encontram-se abundantemente floridos e verdes.
Muitos dos círculos de pedra, como o Stonehenge, e dos monumentos pré-celtas estão alinhados com o nascer do Sol.
Após a união da Deusa e do Deus em Beltane, o Deus está adulto, um homem formado, e tornou-se pai - dos grãos. Em sua plenitude, ele traz o calor do verão e a promessa total de fertilização com o sucesso do enlace feita com a Deusa. Sendo o auge do Deus, também prenuncia o seu declínio, nesse momento o Deus, após cumprir a sua função de fertilizador, dá seu último beijo em sua amada e caminha ao país do Verão (Outro Mundo), utilizando o Barco da Morte para morrer em Samhain. Em algumas tradições festeja-se a despedida do reinado do Deus do Carvalho (Senhor do Ano Crescente) e o início do reinado do Deus do Azevinho (Senhor do Ano Decrescente) que durará até Yule.

## Costumes de Litha
Há uma infinidade de lendas e ritos que envolvem a noite do Solstício de Verão:
Um dos costumes mais populares na Europa e Norte da África é a colheita de ervas medicinais e mágicas nesse dia. Acredita-se que a plenitude da força do deus está impregnada nessas ervas e contém todo o poder sanador e mágico para a cura de doenças. O visco e o basílico, como outras muitas ervas, são colhidos ritualisticamente e usados para preservar a energia nos tempos frios em encantamentos e sortilégios.
Banhos purificadores e curas milagrosas são realizados nas noites mágicas em fontes, rios e cachoeiras. Acredita-se também que tudo aquilo que for sonhado, desejado ou pedido na noite de Litha se tornará realidade.
Os antigos Povos da Europa acreditam que, nessa noite, criaturas mágicas andam correndo pelos campos e florestas e poderiam facilmente ser vistos e contatados.
É costume dar continuidade a grande fogueira de Beltane, como também pula-la para se livrar dos infortúnios e da negatividade. Tradicionalmente essa fogueira é acesa com gravetos de abeto e carvalho, duas árvores consideradas mágicas pelos neopagães.

## Datas e festivais relacionados
- Solstício de Verão.
- Coamhaim.
- Feil Seathlain.
- La festa Dell´Estate.